# ديف بلومفيلد
ديف بلومفيلد (بالإنجليزية: Dave Bloomfield)‏ هو سياسي أمريكي، ولد في 9 يناير 1946 في سيوكس سيتي في الولايات المتحدة. حزبياً، نشط في لاحزبي ‏ والحزب الجمهوري.